# Jammo jà
Jammo jà è un singolo di Nino D'Angelo presentato dal cantante, insieme a Maria Nazionale, al Festival di Sanremo 2010, il 16 febbraio. È stato pubblicato nei negozi di musica digitale il 17 febbraio 2010.

## Descrizione
Scritta dallo stesso D'Angelo e cantata in napoletano insieme a Maria Nazionale, la canzone è stata eliminata definitivamente nella terza serata del Festival, quando i due si sono esibiti in duetto con Le voci del Sud (Alessia Tondo, Mario Incudine, Raffaello Simeoni, Danilo Montenegro, Francesco Triunfo, Ambra Pintore) ed accompagnati dalla fisarmonica di Ambrogio Sparagna.

## Tracce
1. Jammo jà – 3:50

## Classifiche
| Classifica (2010) | Posizione massima |
| ----------------- | ----------------- |
| Italia            | 33                |